# DeKalb County (Indiana)
DeKalb County is een county in de Amerikaanse staat Indiana.
De county heeft een landoppervlakte van 940 km² en telt 40.285 inwoners (volkstelling 2000). De hoofdplaats is Auburn.

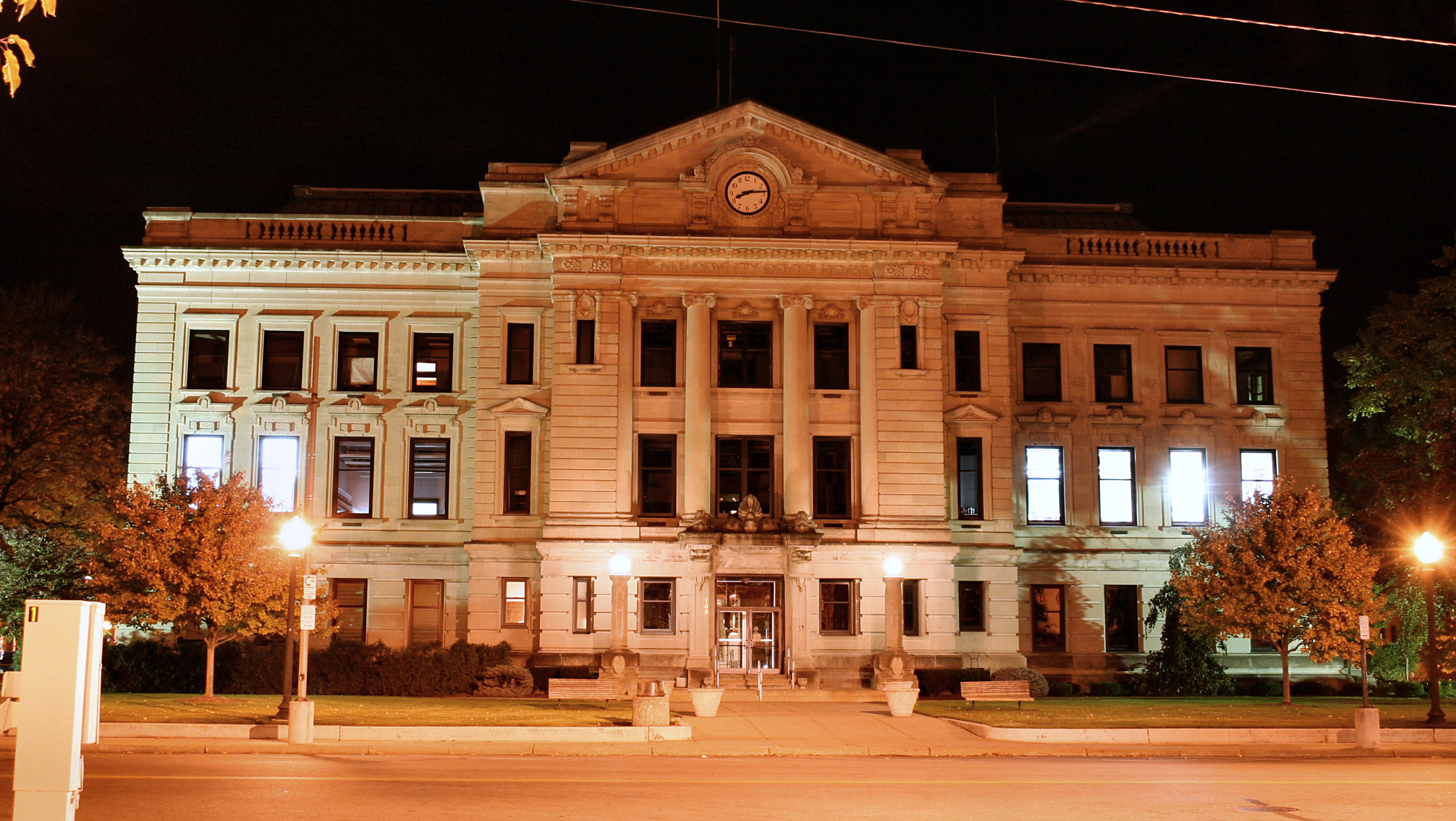
DeKalb County Courthouse